# Diana Chelaru
Diana Chelaru, född den 15 augusti 1993 i Oneşti, Rumänien, är en rumänsk gymnast.
Hon tog OS-brons i damernas lagmångkamp i samband med de olympiska gymnastiktävlingarna 2012 i London.